# ISO 3166-2:CL

کد ISO 3166-2:CL

کد ISO 3166-2:CL بخشی از استاندارد ایزو ۳۱۶۶ برای کشور شیلی است که توسط سازمان بین‌المللی استانداردسازی ISO تنظیم شده‌است این سازمان، کدهای استاندارد را برای تقسیمات کشوری (ایالت‌ها یا استان‌های) کشورهای فهرست شده در استاندارد ایزو ۳۱۶۶-۱ تعریف می‌کند.
هر کد شامل دو بخش می‌گردد که توسط علامت - جدا می‌گردند.
- بخش نخست CL که در ایزو ۳۱۶۶-۱ آلفا-۲ کد کشور شیلی است.
- بخش دوم شامل یک یا دو یا سه حرف است که بیان‌کننده استان یا ایالت کشور شیلی می‌باشد.

## کدها
| #  | کدها  | استان                        |
| -- | ----- | ---------------------------- |
| 1  | CL-AI | منطقه آیسین                  |
| 2  | CL-AN | منطقه آنتوفاگاستا            |
| 3  | CL-AP | منطقه آریکا و پاریناکوتا     |
| 4  | CL-AR | منطقه آرائوکانیا             |
| 5  | CL-AT | منطقه آتاکاما                |
| 6  | CL-BI | بیوبیو                       |
| 7  | CL-CO | منطقه کوکیمبو                |
| 8  | CL-LI | منطقه ا هیگینز               |
| 9  | CL-LL | منطقه لوس لاگوس              |
| 10 | CL-LR | منطقه لوس ریوس               |
| 11 | CL-MA | منطقه ماژلان و قطب جنوب شیلی |
| 12 | CL-ML | منطقه مائوله                 |
| 13 | CL-RM | منطقه شهری سانتیاگو          |
| 14 | CL-TA | منطقه تاراپاکا               |
| 15 | CL-VS | منطقه والپارایزو             |